# Patricia Wettig
Patricia Wettig (Cincinnati, 4 december 1951) is een Amerikaanse actrice.

## Biografie
Wettig maakte naam in Hollywood met haar rol in de serie thirtysomething. Ze is geboren in Ohio en groeide op in een gezin met drie zussen. Haar vader Clifford Neal was een basketbalcoach en getrouwd met haar moeder, Florence. Wettig groeide op in Grove City (Pennsylvania) en studeerde drama aan de Temple University in Philadelphia en haalde in 1974 een graad aan de Ohio Wesleyan University. 
Ze trouwde met haar tegenspeler Ken Olin in 1983 en kreeg met hem twee kinderen. 

## Carrière
Hoewel Wettig in een aantal films optrad is zij voornamelijk bekend door haar acteren in televisieseries zoals LA Law, Frasier, Hill Street Blues, Alias, Remington Steele, St. Elsewhere en Prison Break. In de laatstgenoemde serie speelt zij de rol van de president van de Verenigde Staten, Caroline Reynolds. In september 2006 ging zij spelen als Holly Harper in de televisieserie Brothers & Sisters. In 1991 ontving zij de Golden Globe Award, voor de beste vertolking door een actrice in een tv-serie.

## Filmografie
- The 19th Wife (2010), tv-film
- Lackawanna blues (2005), tv-film
- Nightmare in Big Sky Country (1998)
- Kansas (1995), tv-film
- The Langoliers (1995), tv-miniserie
- City Slickers II: The Legend of Curly's Gold (1994)
- City Slickers (1991)
- Guilty by Suspicion (1991)

## Televisie
- Brothers & Sisters (2006-2010), 100 afleveringen
- Prison Break (2005-2007), 18 afleveringen
- Alias (2002-2004), 12 afleveringen
- Breaking News (2002), 5 afleveringen
- The Practice (2001), 2 afleveringen
- L.A. Doctors (1998-1999), 8 afleveringen
- Frasier (1997), 1 aflevering
- thirtysomething (1987-1991), 85 afleveringen
- Hill Street Blues (1985), 1 aflevering

- Bibliothèque nationale de France: cb14238748j (data)
- Gemeinsame Normdatei: 129614491
- International Standard Name Identifier: 0000 0001 0896 4603
- Library of Congress Control Number: no2009142110
- Nationale bibliotheek van Australië: 42378410
- Nederlandse Thesaurus van Auteursnamen: 165638508
- Virtual International Authority File: 46973675
- WorldCat: E39PBJkMCGRTHdTYPk483Hxv73